# Pseudanthias rubrizonatus
Pseudanthias rubrizonatus (Randall, 1983) è un pesce d'acqua salata appartenente alla famiglia Serranidae.